# Comuna Selîșce, Litîn
Selîșce (în ucraineană Селище) este o comună în raionul Litîn, regiunea Vinnița, Ucraina, formată din satele Sadove și Selîșce (reședința).

## Demografie
Componența lingvistică a satului Selîșce
     Ucraineană (99,12%)
     Alte limbi (0,88%)
Conform recensământului din 2001, majoritatea populației satului Selîșce era vorbitoare de ucraineană (99,12%), existând în minoritate și vorbitori de alte limbi.